# باغبير (كبغان)
باغبير (بالفارسية: باغ‌پیر) هي قرية تقع في إيران في قسم كبغان الريفي. يقدر عدد سكانها بـ 109 نسمة بحسب إحصاء 2016.